# Ville-sur-Haine
Ville-sur-Haine (wa. Veye-so-Inne) – dzielnica (section) miasta Le Rœulx w Belgii, w Regionie Walońskim, w prowincji Hainaut, w okręgu Soignies. 1 stycznia 2020 roku liczyła 1072 mieszkańców. Do 31 grudnia 1976 samodzielna gmina. 

## Demografia
Liczba mieszkańców, stan na 1 stycznia:
| Rok                | 1930 | 1947 | 1961 | 2020 |
| ------------------ | ---- | ---- | ---- | ---- |
| Liczba mieszkańców | 1351 | 1381 | 1399 | 1072 |